# Captain Lockheed and the Starfighters
Captain Lockheed and the Starfighters is het debuutalbum van Robert Calvert als soloartiest. Calvert was tijdens de opnamen nog een belangrijk lid van de muziekgroep Hawkwind, die spacerock speelde.  

## Inleiding
Die spacerock vormt dan ook de basis van dit conceptalbum, dat een (toen) eigenaardige constructie kent met liederen en gesproken tekst. Uitgangspunt was de levering door Lockheed van de Lockheed F-104 Starfighter. Het origineel was een jachtvliegtuig, maar mede op verzoek van Duitsland kwam er een zwaardere versie, tevens geschikt als bommenwerper. Deze aanpassing leidde er (in Calverts ogen) toe dat het niet goed meer functioneerde; het kreeg de bijnamen weduwemaker, vliegende doodskist en Jinx Jet (Jinx is iets dat steeds ongeluk brengt). De aanpassingen op verzoek van politicus Franz Josef Strauss zorgden bijvoorbeeld voor dat piloten van de Luchtwaffe te maken kregen met weigerende schietstoelen. Een andere negatieve naam die het kreeg, wijst op de piloot die nauw ingesloten was: sardineblikje. Strauss riep bij aanschaf dat de Duitse luchtmacht eigenlijk aan elkaar hing van Red Barrons. Voor de piloten wordt ook wel de term "The Right Stuff" gebruikt, aanduiding voor Amerikaanse toppiloten, in leidend tot het boek van Tom Wolfe en de film The Right Stuff.  
Het album werd opgenomen in de Island Studios  en Olympic Studios, beide in Londen met aanvullende opnamen bij Radio Luxembourg. De mix vond plaats in de Trident Studios. Muziekproducent was Roy Thomas Baker. 

## Musici
De begeleiding van Calvert op dit album was grotendeels in handen van andere Hawkwind-leden, maar ook andere musici uit geheel andere stijlen deden mee op dit album:
- Robert Calvert – zang
- Arthur Brown – zang (The song of the Gremlin, parts 1 en 2)
- Paul Rudolph – gitaar, basgitaar (The song of the Gremlin, parts 1 en 2 en Hero with a wing) (soms Hawkwind)
- Dave Brock – gitaar (The widow maker) (Hawkwind)
- Lemmy Kilmister – basgitaar (Hawkwind)
- Nik Turner - saxofoon (Hawkwind)
- Brian Eno – synthesizers, elektronica (vermeld als Brian Peter George St. John la Baptiste de la Salle)
- Adrian Wagner – toetsinstrumenten (The song of the Gremlin, parts 1 en 2 )
- Simon King – drumstel (Hawkwind)
- Twink Adler – begrafenisdrum (Catch a falling starfighter)
- The Labroke Grove Hermaphroditic Voice Ensemble – achtergrondzang

Met stemmen van Vivian Stanshall, Jim Capaldi (Amerikaanse verkoper, recruteringsofficier en mechanicus), Calvert (piloot), Tom Mittledorf en Richard Elen.

## Muziek
| Nr. | Titel | Duur |
| --- | --- | ---- |
| 1.  | Frank Joseph Strauss, Defence Minister, reviews the Luftwaffe in 1958. Finding it somewhat lacking in image potential | 1:40 |
| 2.  | The aerospace inferno                                                                                                 | 4:35 |
| 3.  | Aircraft salesman (A door in the foot)                                                                                | 1:41 |
| 4.  | The widow maker | 2:42 |
| 5.  | Two test pilots discuss the Starfighter’s performance                                                                 | 0:41 |
| 6.  | The right stuff | 4:23 |
| 7.  | Board meeting (seen through a contract lense)                                                                         | 0:58 |
| 8.  | The song of the Gremlin (part 1)                                                                                      | 3:21 |

| Nr. | Titel                                                | Duur |
| --- | ---------------------------------------------------- | ---- |
| 1.  | Ground crew (last minute reassembly before take-off) | 3:17 |
| 2.  | Hero with a wing                                     | 3:20 |
| 3.  | Ground control to pilot                              | 0:52 |
| 4.  | Ejection                                             | 3:35 |
| 5.  | Interview                                            | 3:55 |
| 6.  | I resign                                             | 0:27 |
| 7.  | The song of the Gremlin (part 2)                     | 3;10 |
| 8.  | Bier Garten                                          | 0:38 |
| 9.  | Catch a falling starfighter                          | 2:54 |

## Nasleep
Het album kreeg in die jaren nauwelijks enige aandacht, in Nederland kreeg Hawkwind zelf al nauwelijks aandacht. Voor zover bekend haalde het nergens een notering in albumlijsten. Desalniettemin werd het als album voor liefhebbers in 1999 opnieuw uitgegeven door retrolabel BGO Records. In 2009 werd het nog eens uitgegeven voor Esoteric Recordings (dan nog Eclectic Recordings). 
Hawkwind speelde sommige van de nummers tijdens reguliere concerten. Alan Davey uit een geheel andere Hawkwindperiode nam het album mee tijdens een concertreeks in 2014. Van het concert op 18 december 2014 werden opnamen gemaakt die uitgegeven werden op Cleopatra Records (CLO 1399). De band speelde toen ook Hawkwinds album Hall of the mountain grill.